# Galiá
Pour les articles homonymes, voir Galia.
Galiá, en grec moderne : Γαλιά, est un village du dème de Phaistos, en Crète, en Grèce. Selon le recensement de 2011, la population de Galiá compte 805 habitants. Il est situé à une altitude de 250 m et à 57,3 km de Héraklion.
Situé à 4 km de Mires, la ville principale de la plaine de la Messará, l'économie du village est notamment tournée autour de la production d'huile d'olive.